# Powiat Suski
Der Powiat Suski ist ein Powiat (Landkreis) im westlichen Teil der polnischen Woiwodschaft Kleinpolen. Er liegt in den Beskiden und wird von den Kreisen Wadowice, Myślenice sowie Nowy Targ umschlossen. Im Westen verläuft die Grenze zur Provinz Schlesien, im Südwesten hat Sucha noch kleinen Anteil an der Staatsgrenze zur Slowakei.

## Wappen
Beschreibung: In Rot ein goldbewehrter silberner goldgeschnäbelter und -gezungter Adlerkopf mit goldener Krone von je einem goldenen Tannenbaum begleitet über silberner Hamaide.

## Gemeinden
Der Landkreis umfasst neun Gemeinden, davon zwei Stadtgemeinden (gmina miejska), eine Stadt- und Landgemeinde und sechs Landgemeinden.

### Stadtgemeinden
- Jordanów (3)
- Sucha Beskidzka (7)

### Stadt-und-Land-Gemeinde
- Maków Podhalański (5)

### Landgemeinden
- Budzów (1)
- Bystra-Sidzina (2)
- Jordanów (4)
- Stryszawa (6)
- Zawoja (8)
- Zembrzyce (9)